# Jolien D'Hoore
Jolien D'Hoore, född den 14 mars 1990 i Gent, är en belgisk tävlingscyklist.
Hon tog OS-brons i omnium i samband med de olympiska tävlingarna i cykelsport 2016 i Rio de Janeiro..